# باك جونغ من
بارك جونغ مين (بالكورية: 박정민)‏ مواليد 03 أبريل 1987 في سول، هو مغني وراقص وعارض أزياء وممثل ودي جي كوري جنوبي. بدأ مسيرته الفنية عام 2005. وهو عضو من أعضاء الفرقة الكورية ss501.
بدأت مسيرته الفنية عام 2005، ولديه ألبوم منفرد (ROMEO)، كان ممثل في المسلسل التايواني (حديقة كعك السكر)، وكان سيمثل في مسلسل لكنه ألغى التمثيل بسبب مشاكل صحية، وهو معفي من خدمه الجيش، لكنه سيلتحق قريبا.
حكمته: لنعش بقلب شاكر، ويلقب نفسه بـ sexy charisma. درس بنفس المدرسة التي كان فيها كيم هيونغ جون.

## وصلات خارجية
- باك جونغ من على موقع ميوزك برينز (الإنجليزية)
- باك جونغ من على موقع قاعدة بيانات الفيلم (الإنجليزية)

- الموقع الإلكتروني